# Нуора (приток Тумары)
Ну́ора — река в Кобяйском улусе Якутии, правый приток Тумары. Длина реки — 110 км (от истока Мунильчана — 144 км). Площадь водосборного бассейна — 3120 км².
Река берёт начало в центральной части Верхоянского хребта на высоте более 800 м над уровнем моря. В верховьях и среднем течении течёт преимущественно на юг. Пересекая Кёльтерский хребет в узкой и глубокой межгорной долине, поворачивает на юго-восток. В среднем и нижнем течении встречаются многочисленные осерёдки. Берега участками заболочены. Впадает в Тумару по правому берегу на отметке менее 292 м над уровнем моря, ниже впадения Нёркюнде, в 146 км от устья Тумары. Ширина перед устьем — 45-180 м при глубине 0,5-1,5 м, имеются броды; скорость течения в низовьях составляет 1,4-1,7 м/с. Населённые пункты на реке отсутствуют.

## Основные притоки
Указаны притоки длиной 20 км и более
| Название   | Расстояние от устья | Длина | Положение |
| ---------- | ------------------- | ----- | --------- |
| Биракгандя | 49                  | 20    | левый     |
| Кёльтер    | 78                  | 27    | правый    |
| Набдэки    | 96                  | 21    | левый     |
| Бургавли   | 99                  | 34    | правый    |
| Энкэт      | 106                 | 20    | левый     |
| Мунильчан  | 110                 | 34    | правый    |

## Данные водного реестра
По данным государственного водного реестра России и геоинформационной системы водохозяйственного районирования территории РФ, подготовленной Федеральным агентством водных ресурсов:
- Бассейновый округ — Ленский
- Речной бассейн — Лена
- Речной подбассейн — Алдан
- Водохозяйственный участок — Алдан от впадения реки Амга до устья
- Код водного объекта — 18030600912117300059837